# Miguel Mateu y Pla
Miguel Mateu y Pla (Barcelona, 1898-Barcelona, 1972) también conocido con el apodo de Mateu dels Ferros (Mateu de los Hierros), fue un financiero, empresario y político español. Alcalde de Barcelona (1939-1945), embajador en París (1945-1947), presidente de la compañía automovilística Hispano-Suiza (1935-1945), presidente de la Caja de Pensiones, "la Caixa" (1940-1972), presidente de la patronal catalana Fomento del Trabajo Nacional (1952-1972), fue consejero nacional de Falange Española y procurador en Cortes (1943-1972).

## Biografía
Era hijo del empresario Damián Mateu Bisa, uno de los fundadores de la fábrica de automóviles Hispano-Suiza; y sobrino del cardenal Enrique Plá y Deniel, Arzobispo de Toledo y Primado de España. Tuvo una hija, Carmen Mateu Quintana, casada con Artur Suqué Puig, fundador de Casinos de Cataluña - Inverama.
Estudió en la Universidad de Barcelona y completó sus estudios en Francia y Estados Unidos. En 1935 se hizo cargo de la empresa Hispano-Suiza —cuyos fundadores fueron su padre, el ingeniero Marc Birkigt y el empresario Francisco Seix- hasta julio de 1936, cuando la fábrica fue incautada por el sindicato anarquista CNT y el administrador Manuel Lazaleta fue asesinado por los sindicalistas. Finalmente, la fábrica fue nacionalizada por un decreto de Lluís Companys, presidente de la Generalidad de Cataluña.
Al empezar la guerra civil española tuvo que huir de la represión republicana. Fue detenido por los milicianos en la frontera de Gerona, pero gracias a la rápida intervención del cónsul de Francia consiguió salvar la vida y pasar a la zona sublevada. Allí, fraguó amistad con Francisco Franco, formando parte de su estado mayor y sirviendo en misiones oficiales en Francia, Suiza e Italia, aprovechando sus viajes de negocio a París, donde había abierto una fábrica de la compañía Hispano-Suiza.
El castillo de Peralada, comprado por Miguel Mateu en 1923 y entonces también incautado, acogió al presidente de la República Manuel Azaña, poco antes de pasar la frontera. Entró en Barcelona con las tropas franquistas el 26 de enero de 1939, y el 27 de enero fue nombrado alcalde de Barcelona, cargo que ocupó hasta el 18 de abril de 1945, año en que fue nombrado embajador en París.

## Parlamentario

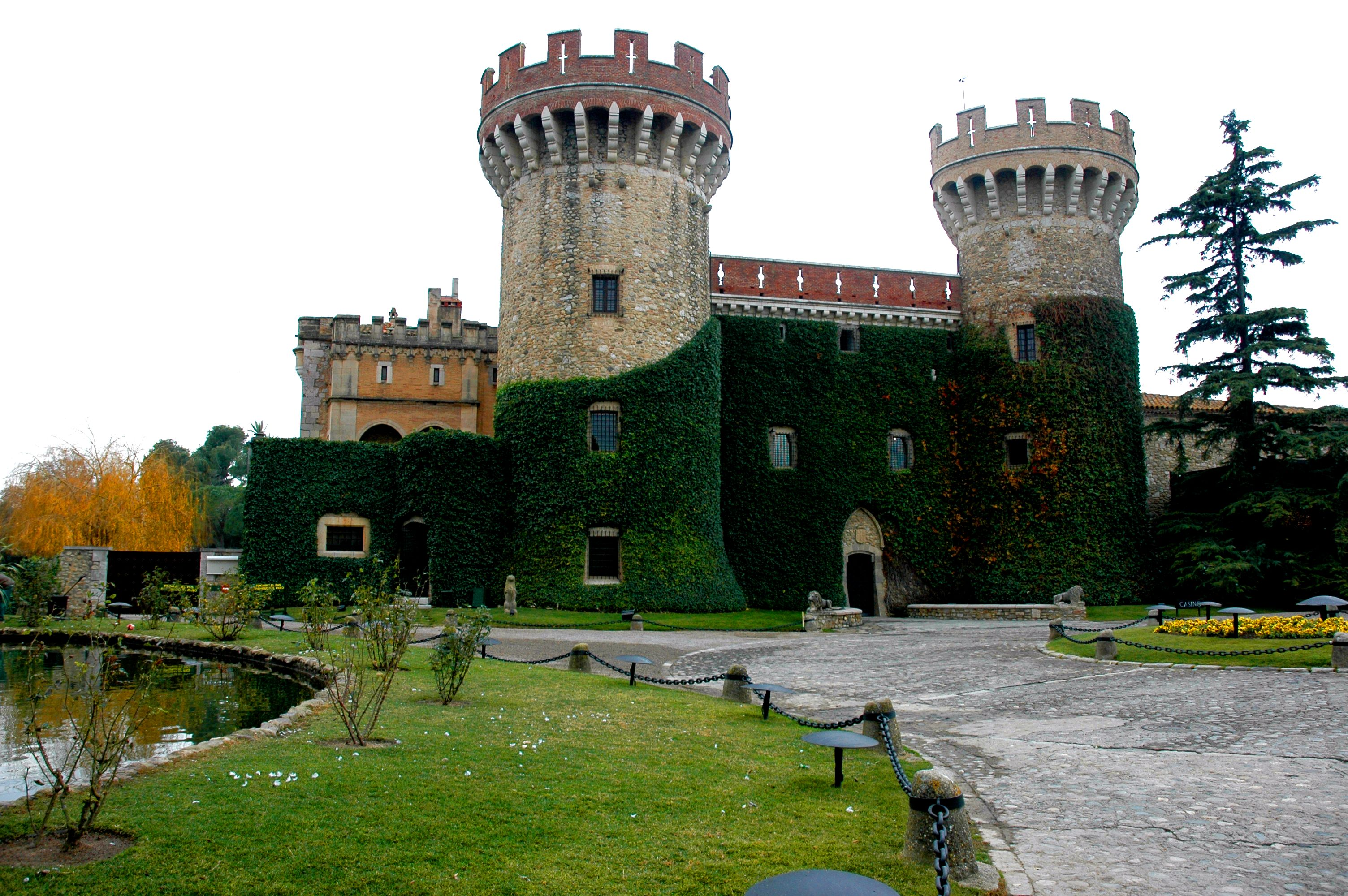
Castillo de Peralada, adquirido por Miguel Mateu en 1923. Actual sede del Festival de Peralada, organizado por su hija Carmen Mateu Quintana.

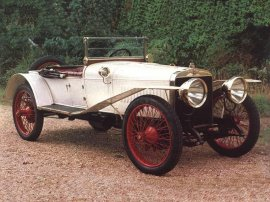
Hispano-Suiza Alfonso XIII (España) de 1908, vehículo de la compañía presidida por Miguel Mateu Pla (este modelo fue fabricado en la época de su padre).

Fue procurador en Cortes, en la I Legislatura de las Cortes Españolas (1943-1946), así como consejero nacional de Falange Española hasta su muerte en 1972.
En 1957 rechazó ser ministro de Obras Públicas, ocupando este cargo Pedro Gual Villalbí y se mostró reticente al Plan de Desarrollo, así como a la Comunidad Económica Europea.

## Empresario
Como empresario, presidió varios Consejos de administración, como el de la Caja de Pensiones, "la Caixa" (1940-1972), siendo el segundo presidente en la historia de "la Caixa" tras la muerte de Luis Ferrer-Vidal y Soler en 1936. Juntamente con su director general Enrique Luño Peña (director entre 1940-1977) impulsó la informatización de la entidad en el temprano año de 1961 —sentando las bases para su crecimiento en los años 70—, y situó a "la Caixa" como la primera entidad financiera catalana del momento, posición que mantiene en la actualidad.
Presidió la compañía de vehículos y motores Hispano-Suiza, fundada por su padre, hasta su integración en el Instituto Nacional de Industria en 1945. Presidió otros consejos, como el de la Barcelonesa de Publicaciones S.A. (empresa propietaria del Diario de Barcelona) y de la Agencia EFE de noticias, que dirigió desde 1967. Impulsó la energía eléctrica en Andorra con la creación de FHASA. Fundó las bodegas de vino Castillo de Peralada, con vino elaborado en los viñedos de su finca vitivinícola.
Fue presidente de Fomento del Trabajo Nacional (1952-1972) y de la Real Academia Catalana de Bellas Artes de San Jorge.

## Amigo de Franco
Fue un leal colaborador del dictador Francisco Franco en diversos puestos, pero sobre todo como embajador en París. Eran muy amigos, como prueba que el dictador se sirviese del castillo que Mateu tenía en Peralada, en el Ampurdán, donde se reunían Franco, Salvador Dalí, Josep Pla y Miguel Mateu, entre otros, en reuniones distendidas. Tanto a la ida como a la vuelta de Bordighera, lugar de la entrevista con el Duce, Franco pernoctó en dicho castillo.